# Alsa (přítok Šešuvisu)
Alsa je řeka v Litvě, v Žemaitsku, levý přítok řeky Šešuvis. Pramení ve vsi Latakai, na sever od Viduklė. Teče na jih, potom na jihozápad. Do Šešuvisu se vlévá v místě, kde tato řeka protéká rybníkem Paalsio tvenkinys.

## Přítoky
Levé:
- Švendra, Vilpisis